# Stadnina koni

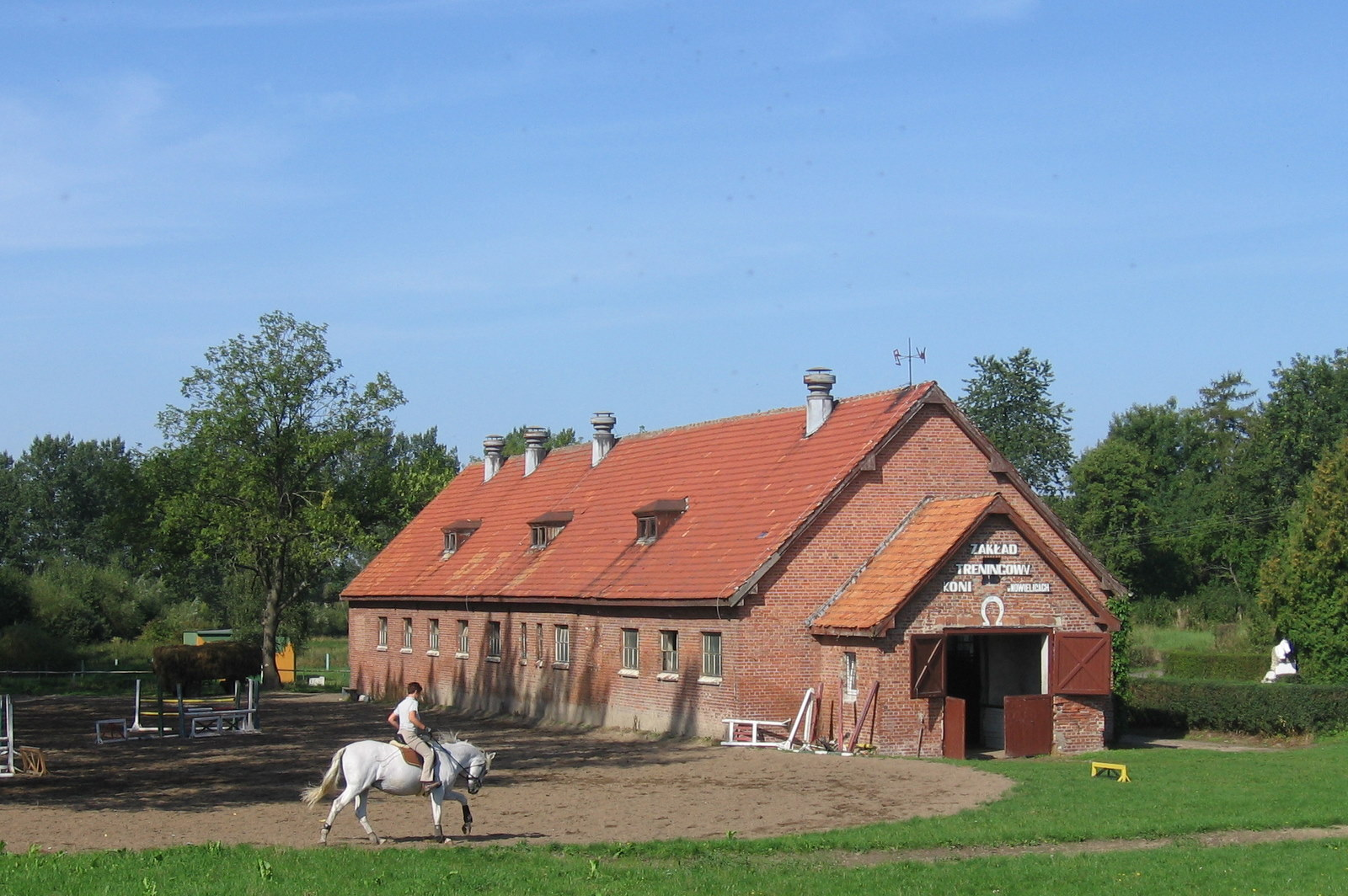
Zakład treningowy stadniny koni w Nowielicach

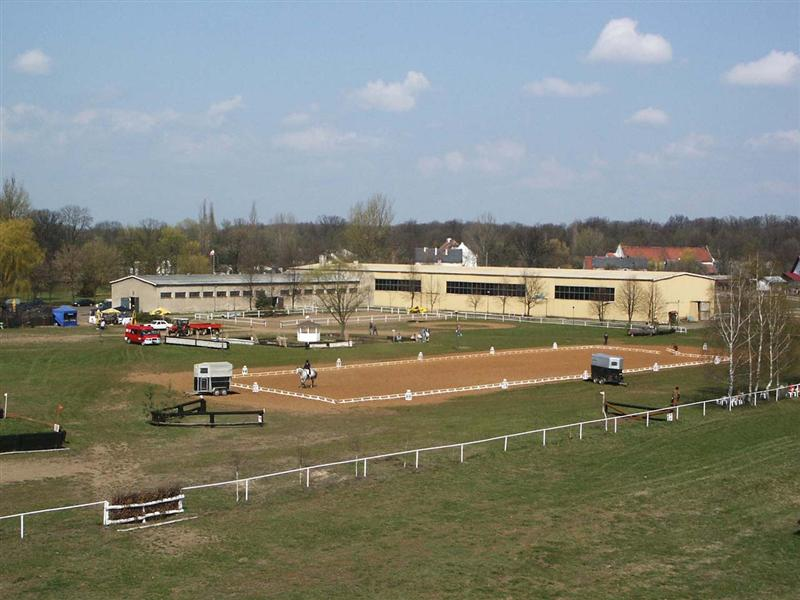
Stadnina koni w Jaroszówce

Stadnina koni – ośrodek zajmujący się hodowlą lub reprodukcją koni, który jest wyposażony w stajnie i odpowiednie zaplecze gospodarcze. Zwykle ośrodki hodują jedną rasę lub typ konia. Stadniny zarodowe mają głównie na celu hodowlę ogierów reproduktorów dla Stad Ogierów (dawniej Państwowe Stado Ogierów), które utrzymują wartościowe ogiery hodowlane różnych ras i rozsyłają je do punktów krycia klaczy.
Stadnina zazwyczaj powstaje na terenach wiejskich, gdzie wykorzystuje pastwiska, łąki, pola dostarczające m.in. owsa, a także słomy na ściółkę.
Najstarsza stadnina koni na ziemiach polskich została założona w 1817 roku w Janowie Podlaskim, po kongresie wiedeńskim na wniosek Rady Administracyjnej Królestwa Kongresowego za zgodą cara Aleksandra I.